# Isoperla auberti
Isoperla auberti är en bäcksländeart som beskrevs av Raušer 1968. Isoperla auberti ingår i släktet Isoperla och familjen rovbäcksländor. Inga underarter finns listade i Catalogue of Life.